# Кен Квопіс
Кен Квопіс (англ. Ken Kwapis народився 17 серпня 1957) — американський кінорежисер, телевізійний режисер та сценарист. Він допоміг визначити single-camera ситком у 1990-х і 2000-х роках і є творцем багатьох фільмів, як-от «Джинси, як символ дружби» та «Обіцяти - ще не одружитись».

## Освіта та життя
Квопіс народився у містечку Іст Сент Луїс (Іллінойс), що в штаті Іллінойс, і виріс у сусідньому Белльвіллі. Квопіс польського походження і зростав за католицькими звичаями, відвідував товариство Ісуса підготовчої академії St. Louis University High School.  Він отримав ступінь Бакалавра в Північно-західному університеті, після чого вирушив на захід, щоб вступити до M.F.A. програми в USC School of Cinema-Television.

## Фільмографія
- Лісова прогулянка (2015)
- Всі люблять китів (2012)
- Обіцяти - ще не одружитись (2009)
- Свідоцтво про одруження (2007)
- Джинси, як символ дружби (2005)
- Сексуальне життя (2005)
- Косметолог і чудовисько (1997)
- Данстон з'являється (1996)
- Він сказав, вона сказала (1991)
- Vibes (фільм) (1988)
- Sesame Street presents Follow That Bird (1985)